# Sussaba subplacita
Sussaba subplacita är en stekelart som beskrevs av Nakanishi 1979. Sussaba subplacita ingår i släktet Sussaba och familjen brokparasitsteklar. Inga underarter finns listade i Catalogue of Life.